# Il giorno dopo (Videomind)
Il giorno dopo è un singolo del trio italiano Videomind.
È stato pubblicato il 22 luglio 2011 sotto la Relief Records ed è possibile scaricarlo gratis dal sito ufficiale del gruppo.

## Video musicale
Nel video del brano, pubblicato il 6 luglio 2011, si possono vedere i tre membri del trio cantare e ballare in una discoteca per poi ubriacarsi e non ricordare nulla dell'accaduto il giorno seguente.

## Tracce
1. Il giorno dopo (feat. Roy Paci) – 3:43